# Ari (rosyjski piłkarz)
Ari, właśc. Ariclenes da Silva Ferreira (ur. 11 grudnia 1985 w Fortalezie) – rosyjski piłkarz brazylijskiego pochodzenia grający na pozycji napastnika. W 2018 roku był reprezentantem Rosji.

## Życiorys
Ari jest wychowankiem klubu Fortalezy EC. W 2005 roku zadebiutował w jego barwach w lidze brazylijskiej, ale wystąpił w trzech meczach. W tym samym roku sięgnął po tytuł mistrza stanu Ceará.
W styczniu 2006 roku za 1,8 miliona euro został sprzedany do szwedzkiego klubu Kalmar FF. W lidze szwedzkiej spisywał się na tyle dobrze i skutecznie, że zdobył 15 bramek, co dało mu tytuł króla strzelców ligi i jednocześnie poprawił o jedną bramkę dorobek sprzed roku należący do jego rodaka Afonso Alvesa. Z Kalmar zajął 5. pozycję w lidze. Latem 2007 po zakończeniu pierwszej rundy rozgrywek Allsvenskan, Ari odszedł z zespołu i za 4,5 miliony euro przeszedł do trzeciej drużyny Eredivisie – AZ Alkmaar.
Spędził tam niemal trzy lata i w styczniu 2010 odszedł do rosyjskiego Spartaka Moskwa. Od sierpnia 2013 roku do 2021 reprezentował barwy FK Krasnodar, z krótką przerwą na wypożyczenie do Lokomotiwu Moskwa w sezonie 2017/18.

## Reprezentacja
Ari jest naturalizowanym Rosjaninem. Obywatelstwo państwa otrzymał w czerwcu 2018 roku. Debiut reprezentacyjny zaliczył 12 listopada 2018 w spotkaniu z Niemcami.